# 瑪利亞·巴羅佐
瑪利亞·德·耶穌·西蒙斯·巴羅佐·蘇亞雷斯，GCL（葡萄牙語：Maria de Jesus Simões Barroso Soares；1925年5月2日—2015年7月7日）是一位葡萄牙政治人物和女演員，也是前葡萄牙總統馬里奧·蘇亞雷斯之妻，1986年—1996年為葡萄牙第一夫人。

## 生平
瑪利亞·巴羅佐·出生奧良的軍人家庭，在里斯本大學讀書時曾在國家劇院演出四年，後來在1949年與大學同學馬里奧·蘇亞雷斯結婚，育有一子一女。
雖然並不像丈夫一樣熱衷於政治，但她也是葡萄牙社會黨的創始人之一。此外她依舊活躍于戲劇界，是葡萄牙國家劇院公司的成員，葡萄牙最著名的演員之一。2015年6月因在家中某處摔倒而進入里斯本的紅十字醫院治療，後陷入昏迷，7月7日早晨逝世。